# Ogólnopolski Festiwal Piosenki im. Bogusława Klimczuka
Ogólnopolski Festiwal Piosenki im. Bogusława Klimczuka – festiwal piosenek o zasięgu ogólnopolskim organizowany od 2002 roku w Kozienicach przez Urząd Miasta i Gminy w Kozienicach oraz Dom Kultury w Kozienicach.

## Zwycięzcy Grand Prix
- 2002 – Marta Jagnińska (Sieradz)
- 2003 – Karolina Koryńska (Kozienice)
- 2004 – Dominika Sulgostowska (Końskie)
- 2005 – Michał Kaczmarek (Ostrów Wielkopolski)
- 2006 – Dominika Kasprzycka (Skarżysko-Kamienna)
- 2007 – Natalia Krakowiak (Kołobrzeg)
- 2008 – Tomasz Hoffmann (Warszawa)
- 2010 – Alicja Kozłowska (Kozienice)
- 2011 – Sylwia Gajek (Małogoszcz)
- 2012 – Monika Mioduszewska (Łódź)
- 2013 – Monika Malczak (Kazimierz Dolny)
- 2014 – Małgorzata Nakonieczna (Kielce)